# Gentiana kurroo
Gentiana kurroo är en gentianaväxtart som beskrevs av John Forbes Royle. Gentiana kurroo ingår i släktet gentianor, och familjen gentianaväxter. Utöver nominatformen finns också underarten G. k. lowndesii.